# Ушанов, Анатолий Иванович
Анатолий Иванович Ушанов (2 января 1950, СССР — 30 сентября 2017, Санкт-Петербург) — советский футболист, тренер.

## Карьера
В качестве вратаря выступал во Второй лиге за гродненский «Химик». В качестве тренера работал во многих петербургских коллективах. В 2003 году помогал Олегу Долматову в петербургском «Динамо». Позднее входил в тренерский штаб «Петротреста». В 2009 году возглавил эстонский клуб «Калев» (Силламяэ). По итогам сезона Ушанов сделал его вице-чемпионом страны. Затем он уступил свой пост в команде Владимиру Казаченку и работал его ассистентом. Помимо этого, специалист возглавлял белорусский коллектив «Торпедо-МАЗ». В последнее время тренер работал с вратарями в петербургской «Звезда».
Владимир Ушанов скончался 30 сентября в Санкт-Петербурге. За два года до смерти он перенес инсульт.

## Достижения

### Тренера
- Серебряный призёр чемпионата Эстонии (1): 2009.